# Batavi
I Batavi erano una tribù germanica, secondo Tacito appartenente al popolo dei Catti, che viveva negli attuali Paesi Bassi, nell'area del delta del Reno.

## Storia

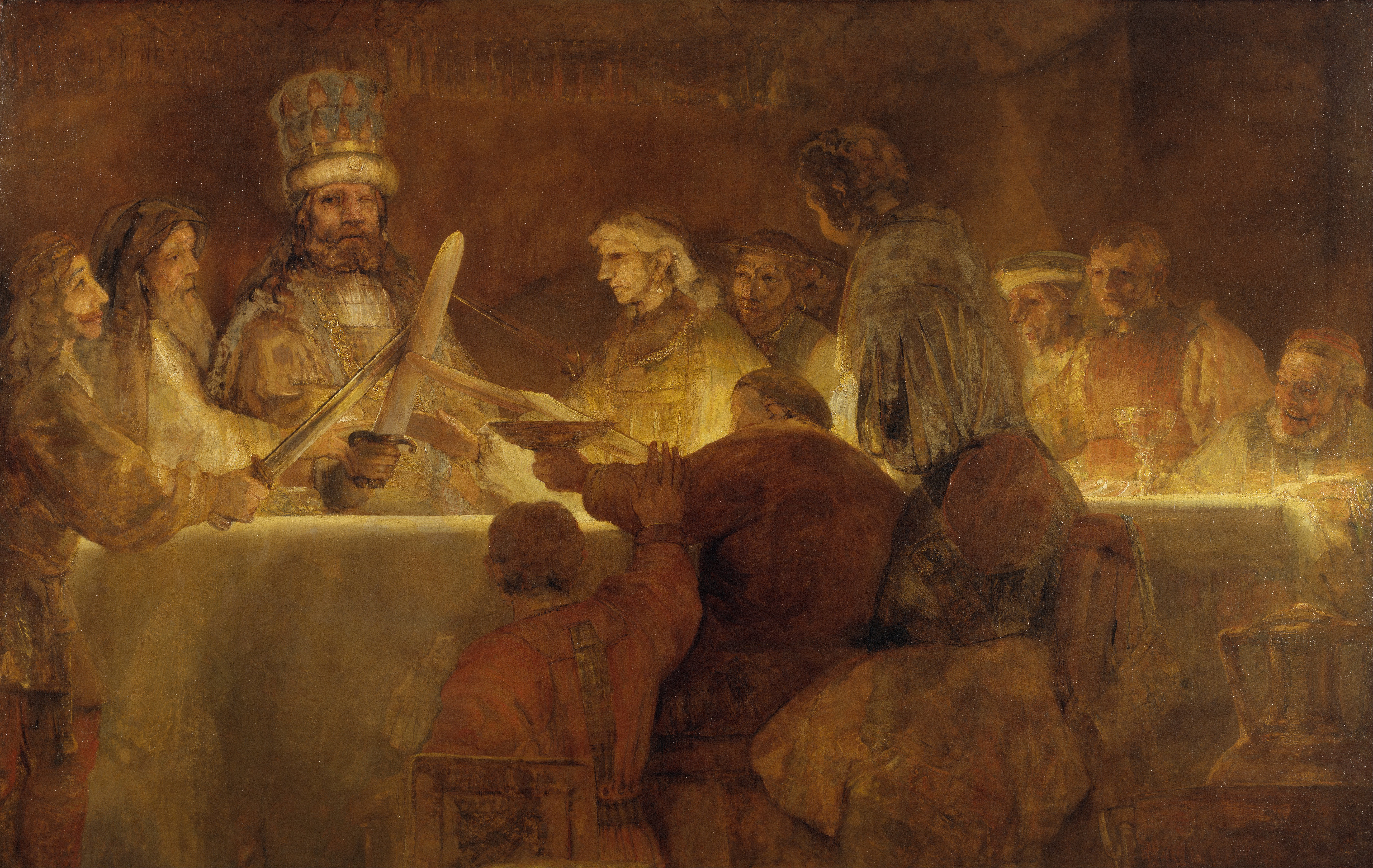
La cospirazione dei Batavi sotto a Claudius Civilis, di Rembrandt

Nel De bello Gallico, Gaio Giulio Cesare dice che erano stanziati su un'isola formata dall'incontro della Mosa e del  Waal. Alleati del popolo romano, in seguito entrarono a far parte dell'Impero romano, con l'esenzione, però, dal pagamento di tributi. L'unico obbligo era quello di servire nell'esercito romano. Erano infatti così rinomati per il combattimento a cavallo da costituire, al tempo di Caligola, un importante contingente di truppe ausiliarie.
Il primo a riconoscere l'importanza strategica di questa posizione fu Druso maggiore, che costruì qui dei castra, che in seguito saranno usati durante la rivolta batava. Dall'archeologia si desume che vivessero in piccoli villaggi di 6-12 case, ubicati su terre fertili tra i fiumi, e che praticassero l'agricoltura e l'allevamento e che per loro il cavallo non fosse molto importante. Sulla riva sud del Waal fu costruito il centro amministrativo romano di Oppidum Batavorum, che sarà poi distrutto durante la rivolta dei Batavi.
Il primo comandante militare batavo ricordato dalle fonti è Cariovalda, che guidò una carica attraverso il Weser contro i Cherusci di Arminio, al tempo delle campagne militari di Germanico. E Tacito ricorda che i batavi erano la tribù più coraggiosa dell'area. Alcune coorti di Batavi furono anche inviate in Britannia. Fornirono anche un contingente per la guardia imperiale a cavallo, gli Equites singulares. Tacito li ricorda come esenti dal tributo, erano utilizzati soltanto in battaglia e per le guerre, «quasi fossero dei dardi o delle armi».

## Rivolta batava

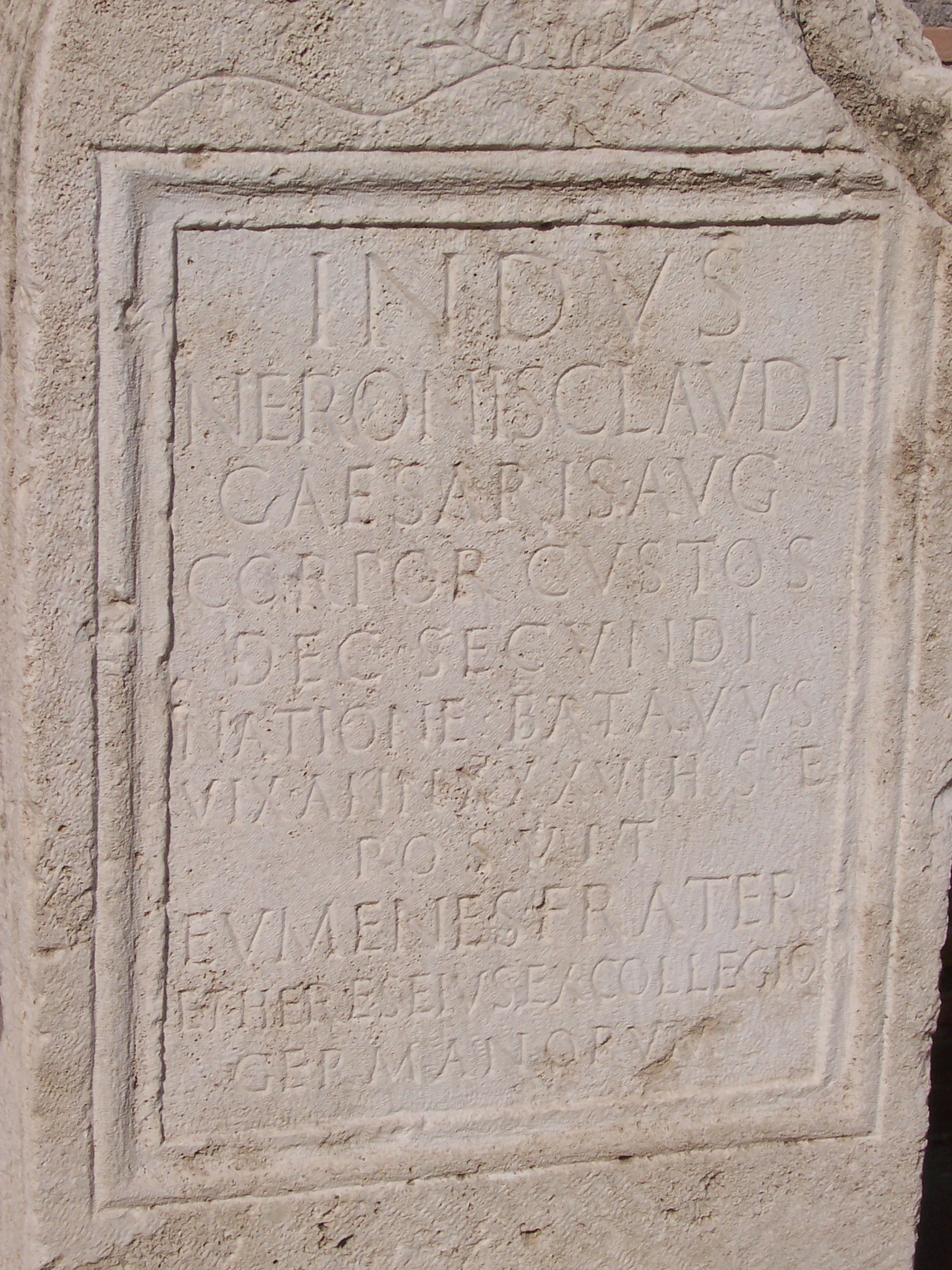
Stele funeraria di un corporis custos di Nerone di stirpe batava

Rimasto unico imperatore, Vespasiano, una volta terminata quindi la guerra civile (68-69), procedette in Occidente a soffocare una difficile rivolta tra i Batavi, ispirata dalla sacerdotessa Velleda. Si racconta che nel 69 un principe batavo romanizzato, Gaio Giulio Civile, capeggiò una rivolta del suo popolo, appoggiata dalle popolazioni germaniche d'oltre Reno, che si estese in Gallia sotto la guida di Giulio Sabino e nella Renania sotto quella della profetessa Velleda. La ribellione era scoppiata perché il batavo Giulio Paolo, parente di Civile, era stato giustiziato per ordine di Fonteio Capitone, con una falsa accusa di sedizione, nonostante i Batavi godessero dello status di alleati. Dopo questa rivolta, tornarono a essere alleati di Roma e a servire nell'esercito.
Al termine della rivolta, le frontiere lungo il Reno furono consolidate con una nuova riorganizzazione che portò anche allo scioglimento di quattro legioni (la I Germanica, IV Macedonica, XV Primigenia e XVI Gallica) e la loro sostituzione con altrettante (II Adiutrix Pia Fidelis, IV Flavia Felix, VII Gemina o Hispana o Galbiana e XVI Flavia Firma).